# Joachim Enzmilner

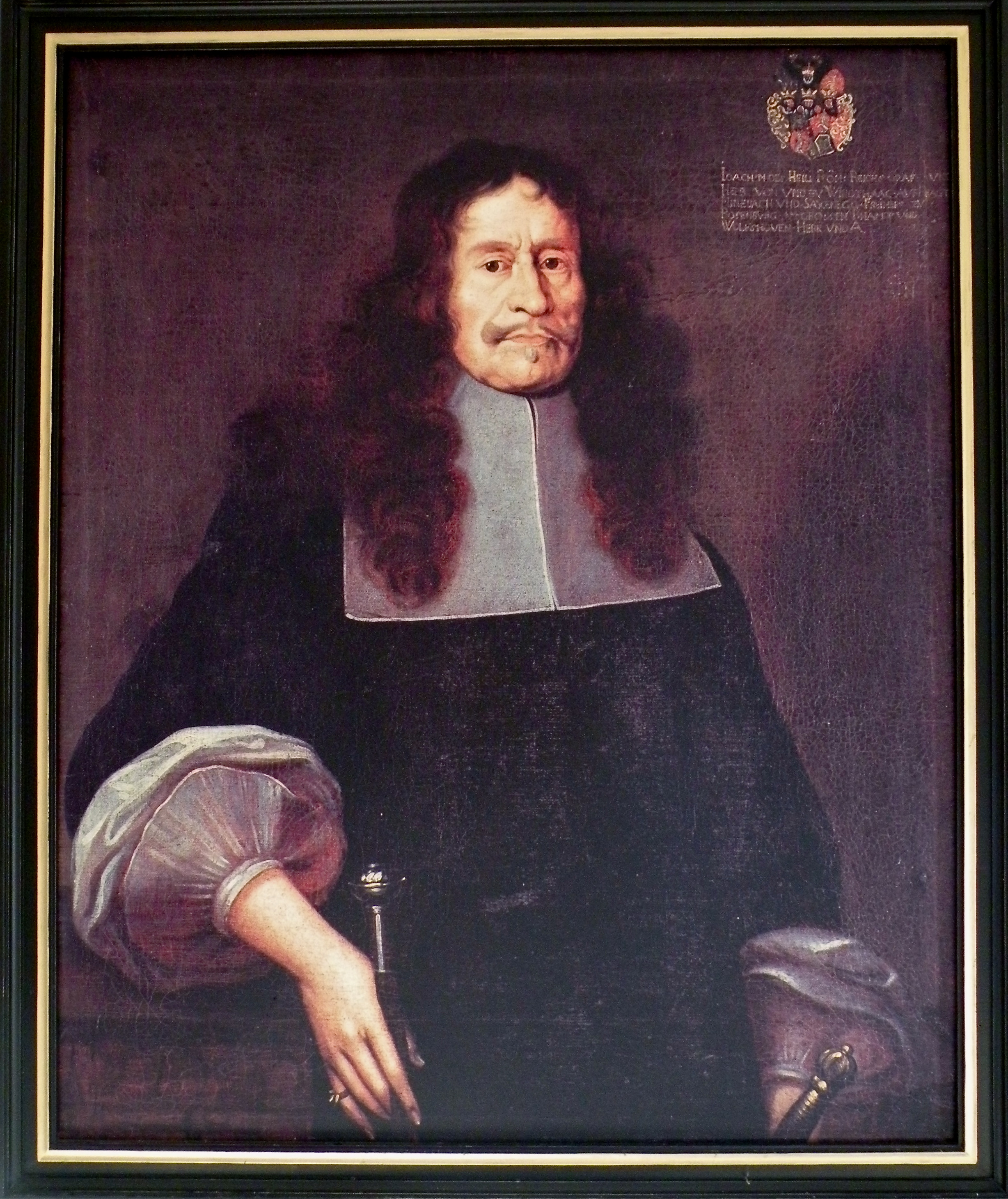
Joachim Enzmilner. Graf von Windhaag.

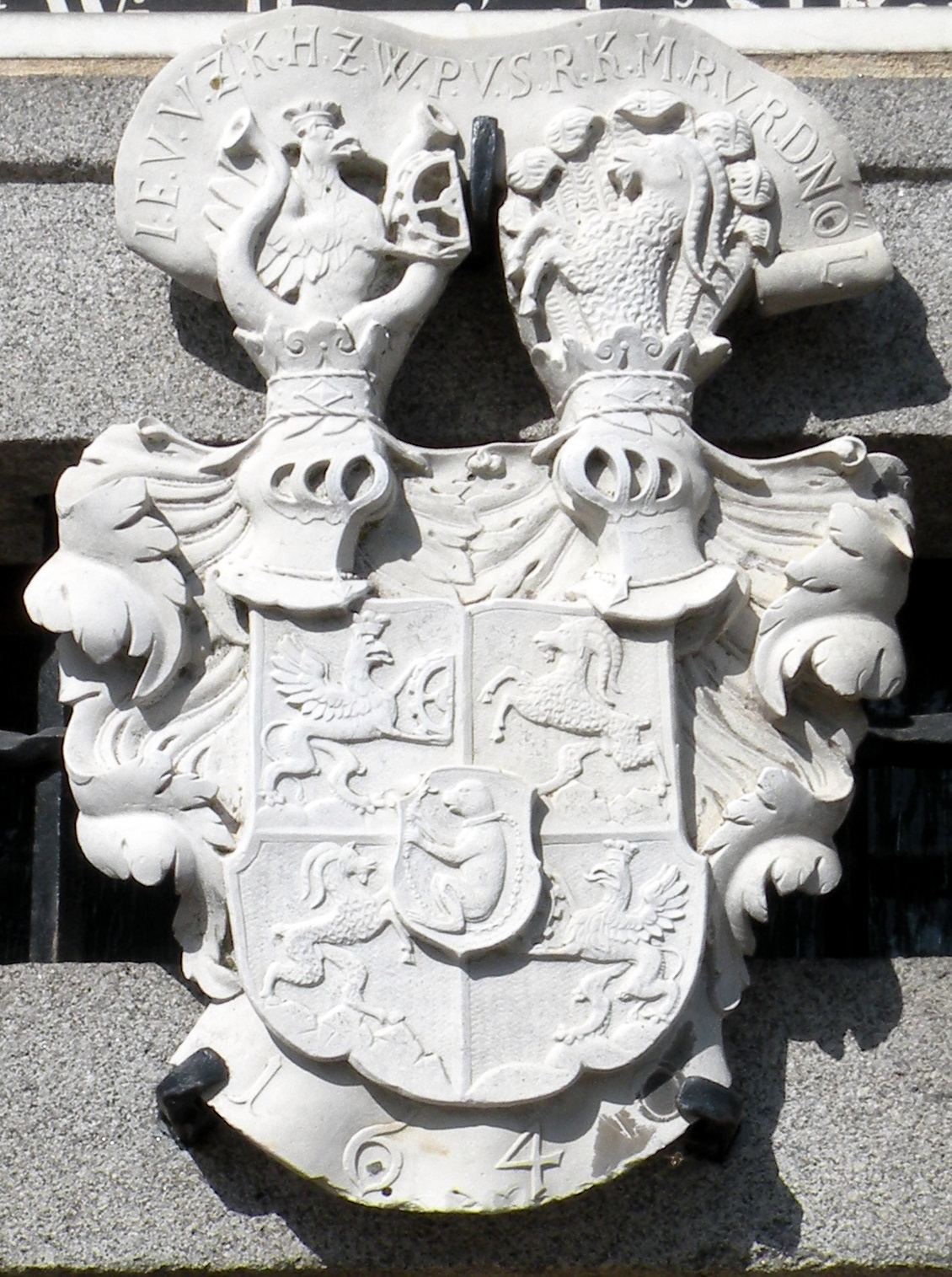
Wappen Enzmilner. Portal des Sankt Barbara Spitals in Münzbach

Joachim Enzmilner (* 21. Februar 1600 in Babenhausen; † 21. Mai 1678 in Windhaag bei Perg) war Jurist mit deutschen Wurzeln und geachteter Politiker im kaiserlichen Österreich, der als motivierter Gegenreformator Karriere machte. Dabei brachte er es zu großem Vermögen und über Aufnahme in den Adelsstand schließlich in den Grafenstand, und zur Mitgliedschaft in der Sebastian- und Rochus-Bruderschaft mit Sitz im Augustiner-Emeritenkloster Sankt Rochus und Sankt Sebastian in Wien.
Nach der aufeinanderfolgenden Erhebung in den Adels-, Freiherrn- und Grafenstand durfte sich Enzmilner ab 1669 Graf von Windhaag nennen unter Weglassung seines Familiennamens Enzmilner.
Seine Besitzungen ließ Enzmilner in der ersten Herrschaftstopographie Österreichs, der Topographia Windhagiana, zuerst 1656 und nochmals 1673 kartografieren.

## Elternhaus
Joachim Enzmilner (Entzenmüller oder auch Enzmüller) wurde am 21. Februar 1600 in Babenhausen an der Günz im bayerischen Schwaben, als drittes von acht Kindern geboren.
Joachims Vater, Magister Jodok Entzenmüller, geboren um 1535, war in Augsburg Musiklehrer und dann in Babenhausen Schulmeister der Lateinschule der Fugger. Obwohl 1579 mit einem bürgerlichen Wappen ausgestattet, hatte er eher nur schmale Einkünfte. Er starb schon 26. Februar 1616.
Joachims Mutter Magdalena war eine geborene Braunmüller. Sie war die zweite Ehefrau Jodoks. Sie starb 24. Oktober 1634 in Linz im Enzmilnerischen Stadthaus (Hornsteinhaus, Linz, Hauptplatz Nr. 23).
Die Kinder Entzenmüller:
1. Anna (* 18. Dezember 1595). Starb als Kleinkind in Babenhausen.
2. Anna-Maria (* 30. Oktober 1597, † vor 1670). Heiratete Niclas Pürkhl von Pürkhenfeld, Obervogt der Herrschaft Babenhausen, ab 1626 Hofrichter im Jesuitenkollegium in Linz. Hatten zumindest die Kinder Hanns-Carl und Maria-Magdalena. Die Pürkhl-Abkömmlinge gehören zu den wenigen Nachkommen Enzmilners. Sie kommen auch im Testament Enzmilners vor.
3. Joachim (* 21. Februar 1600). Änderte den Familiennamen auf Enzmilner. Ab 1669 durfte er sich Graf von Windhaag nennen, und dabei den Familiennamen Enzmilner weglassen.
4. Maria (* 18. Juni 1602). Blieb in Babenhausen, heiratete einen Christoff Dreier.
5. Johannes-Georgius (* 24. Juni 1604). Blieb in Babenhausen, war kränkelnd, starb kinderlos.
6. Magdalena (* 18. Juni 1606, † vermutlich 1668). Trat in das Dominikanerinnenkloster in Tulln ein. „Mutter Maria von Windthaag“ starb 4. Februar vermutlich 1668 in Tulln.
7. Raimundus (* 29. Juli 1608, † 1639). 1628 nahm ihn Joachim Enzmilner in Linz in seine Obhut auf. Studierte an der Wiener Universität. Verblieb an der Universität, war 1638 Rechnungsrat. Blieb kinderlos. Starb 1639 in Wien.
8. Anna-Sophia (* 29. November 1610, † 1663). 1628 nahm sie Joachim Enzmilner in Linz in seine Obhut auf. 1644 heiratete Anna-Sophia ihren ersten Ehemann Sebastian-Christian Schäffler († 1644 fünf Tage nach der Hochzeit). Sebastian-Christians Eltern waren Eva, geborene Katzböck (Katzpeck, † 1644), und ihr zweiter Ehemann Christian Schäffler († 1638)[5]. 1646 heiratete Anna-Sophia ihren zweiten Ehemann Johann-Adam Purckhweger von Grienfeld. Anna-Sophia starb 1663 ohne eigene Kinder.

## Leben und Karriere
Enzmilner besuchte in Babenhausen die Lateinschule (Unterricht vor allem in Latein). 1615 (mit 15 Jahren) kam er an die von Jesuiten geleitete Universität Ingolstadt und schloss dort mit dem Magister Philosophiae ab. Vorzüglicher Studienerfolg sicherte ihm Einkünfte aus der Fuggerischen Schulstiftung zu Babenhausen.
Er setzte seine Studien an der Universität Wien fort und promovierte zum Doktor der Philosophie und 1626 zum Doktor beider Rechte.
Bereits 1625, knapp vor Abschluss seiner Studien, war Enzmilner unter dem bayerischen Einfluss zum Advokaten und Syndikus der oberösterreichischen Stände in Linz ernannt worden. Während des oberösterreichischen Bauernkrieges war er bei Verhandlungen engagiert und publizierte mehrere Abhandlungen.
In den folgenden Jahren wohnte er im Linzer Landhaus, war er erster Sekretär und Generalreferent bei allen Ständen und im Verordneten-Kollegium sowie für die Leitung der Geschäfte und Aufrechterhaltung der Ordnung in den Kanzleien zuständig.
1627 heiratete er Maria-Magdalena, geborene Kirchstetter, aus Wien. In der Ehe gebar sie 15 Kinder, darunter 10 Totgeburten. Einziges überlebendes Kind blieb Eva-Magdalena, geboren 23. Februar 1629 in Linz. In der Chronik des Dominikanerinnklosters berichtet Eva-Magdalena über ihre Mutter folgend: 

„Sie ist von Angesicht etwas braunlecht, aber annemblicher gestalt gewest vnd hatte sehr schene schwartze Augen, während deren Schwester Anna-Magdalena im Gegensatz dazu gar sobtil [subtil, fein] vnd sehr schen vnd weisser farb war.“

Auch sonst wird viel Gutes von ihr berichtet. So war sie begabt mit Häuslichkeit, konnte Garn spinnen, Handarbeiten anfertigen, schrieb Rezepte für Arznei- und Kochbücher, war kunstreiche Apothekerin und Doktorin, war freundlich im Umgang mit Dienstboten und Untertanenweibern und mildtätig gegenüber Armen.
Von ihrer Großmutter Magdalena Entzenmüller, geborene Braunmüller, berichtet Eva-Magdalena, dass diese ihre liebste Gespielin war und dass diese im Jahr 1632 sie aus einem Fass mit Wasser rettete, nachdem sie als Kleinkind hineingefallen war. Diese Großmutter starb am 24. Oktober 1634 in Linz im Enzmilnerischen Stadthaus.
In den 1630er-Jahren wirkte der juristisch geschulte Enzmilner bereits in Kommissionen zur Umsetzung der Gegenreformation mit. Christian Schäffler († 1638), Stiefvater seiner Ehefrau, förderte ihn dabei. Enzmilners bedingungslos katholischer reformatorischer Eifer brachte ihm bald Ehrenstellungen und bedeutende Vermögenszuwächse. 1630 erlangte er das Prädikat „von und zu Kürchberg“ nach seinem damaligen Landgut Kirchberg. Dabei wurde sein bürgerliches Wappen verbessert, es zeigte ab sofort doppelte adelige Helme. Am 19. August 1636 ernannte ihn Kaiser Ferdinand zu seinem Rat und Regenten der niederösterreichischen Lande und er wurde damit Mitglied des kaiserlichen Regimentsrates.
19. August 1636 kaufte er bereits die Herrschaft Windhag von den Erben des Georg Schütter von Klingenberg. Dazu berichtet seine Tochter Eva-Magdalena: 

„Er hat ... die Herrschaft Windhag im Luthertum schwebend erkauft und gleich alsobalden in deren Einantwortung durch einen weltlichen Priester eine katholische Predigt halten ließe [lassen] und nachmalen keine Ruhe gehabt bis solche Ketzerei vom Grund ausgerottet und nunmehr ganz und gar katholisch ist.“

Enzmilner ließ in der Folge das Alte Schloss Windhaag (Windhag I) großzügig ergänzen mit dem Neuen Schloss Windhaag (Windhag II). Es wurde „Das erste und vornehmste Prachtschloss im Land ob der Enns“. Bilder und Beschreibungen gibt es davon in der Topographia Windhagiana. Von einer Reise nach Assisi und zum Papst in Rom brachte Enzmilner 1645 die Idee mit, einen Nachbau der Portiuncula-Kapelle in Windhaag zu errichten.
1650 erlangte Enzmilner das Prädikat „Wohlgeborner Freiherr von Windhag, Herr auf Pragtal und Saxeneck“ unter Weglassung seines Familiennamens Enzmilner. Gleichzeitig durfte er sein Wappen vermehren: Es zeigte ab sofort drei adelige Helme.
1652 lief in Österreich die Gegenreformation aufs Neue an. Man bestellte Reformations-Kommissionen mit dem Zweck, alle Bewohner Österreichs zum katholischen Glauben zurückzuführen. Die Kommissäre wie Enzmilner hatten dabei eine Anzahl Ordensgeistliche (meist Jesuiten und Benediktiner), aber auch Soldaten (meistens berittene Dragoner) bei sich. Ihre Aufgabe war, Protestanten zu belehren und zu bekehren. Enzmilner war häufig zusammen mit dem Abt Benedikt Leiss vom Stift Altenburg zum kaiserlichen Reformationskömmissär für das niederösterreichische Waldviertel bestellt worden. Seine Erfolge als Gegenreformator listet ein gedrucktes Protokoll auf: 140 bekehrte Pfarren und 38 Filialen mit 22.224 Neubekehrten und sieben freiwillig Bekehrten aus dem Herrenstande. Es gab aber auch genug Personen, die ins Ausland flohen oder verbannt wurden, Hab und Gut zurücklassend. Nur der Name des Freiherrn von Windhag (Enzmilner) verbreitete damals im Waldviertel schon Schrecken, blieb überliefert. Eine emotionale Schilderung des damaligen Konflikts Katholizismus-Protestantismus gab uns Enrica von Handel-Mazzetti im Roman Jesse und Maria, erschienen 1906.
Die Tätigkeit als Gegenreformator war für Enzmilner einträglich. Besitzungen mit großer Abwanderung waren entwertet und billig zu haben. Das nützte Enzmilner aus und er kaufte solche Besitzungen. 1652 war ihm sogar die „freie Bedienung“ zugestanden worden.
Enzmilner, mit immer mehr Vermögen ausgestattet, trat nun vielfach als Stiftungsverwalter und persönlicher Darlehensgeber gegenüber allen Ständen auf. Auch bei diesen Geldgeschäften achtete er auf seinen Vorteil. So betrug der von Enzmilner geforderte Darlehenszins (Sollzins) 6 %, einiges mehr als die damals üblichen 4 bis 5 %.
1659 war Enzmilners erste Ehefrau Maria-Magdalena, geborene Kirchstetter, gestorben. Einziges überlebendes Kind Eva-Magdalena war gegen den Willen der Eltern Ordensschwester der Dominikanerinnen geworden. 1661 heiratete Enzmilner seine zweite Ehefrau Maria-Emilia-Catharina geborene von Sprinzenstein. Ein Kind, ein männlicher Erbe, stellte sich nicht mehr ein.
1669 wurde nun Enzmilner von Kaiser Leopold I in den Grafenstand erhoben, mit dem Prädikat „Des heiligen römischen Reiches Graf und Herr von und zu Windhag auf Pragtal, Münzbach und Saxeneck, Freiherr von Rosenburg am Kamp, Reichenau am Freiwalde etz.“
Als Privatmann las und schrieb Enzmilner viel, auch in Latein. Seine Büchersammlung, die Bibliotheca Windhagiana, war seine große private Leidenschaft. Enzmilner kennzeichnete dazu eine tiefe Religiosität. So ließ er im Neuen Schloss Windhaag seine Schlafkammer mit einem prächtigen Altar ergänzen. Enzmilner kennzeichnete weiters ein Hang zu körperlicher Entsagung. So hielt er Abstand von den meisten Vergnügungen. In der Chronik des Dominikanerinnenklosters berichtet Eva-Magdalena über ihren Vater folgend: 

„Er las viel, und zwar immer ohne Augengläser, war auch ein Vielschreiber, sein Angesicht, Statur, Länge und Gang waren tapfer, reputätisch und doch freundlich und annehmlich. In seiner Konversation war er verständig und sanftmütig und wenn nötig auch scharf und ernsthaft. Er war sehr mässig, begnügte sich mit geringer Kost und wenig Wein. Er spielte nicht, ausser über Anhalten anderer Kavaliere ein einziges Mal und verlor dabei einen Dukaten „weliches er mit großem Verdruss bereut hat“. Er war auch bis in sein hohes Alter sehr fleissig und pflegte nie müssig zu sein (sogar am loco secreto [Abort] hatte er stets ein Buch mit); schlafen ging er spät, aber früh stand er auf, meist um 4 oder 5 Uhr, selten um 6 oder 7 Uhr.“

Joachim Enzmilner starb nach einem Schlaganfall am 21. Mai 1678 im Lehnstuhl sitzend in Windhaag bei Perg. Er wurde am 26. Mai 1678 in der Windhager-Gruft in der Kirche in Münzbach beigesetzt. Ein umfangreiches Testament regelte das Weitere. Enzmilner verewigte sich dabei als Bildungsmäzen. Seine Büchersammlung, die Bibliotheca Windhagiana, wurde in Wien zu einer öffentlich zugänglichen Bibliothek und später zum Teil der Universitätsbibliothek. Die philanthropischen Stiftungen wie die Windhag Stipendienstiftung für Niederösterreich wurden mit erheblichen Vermögen ausgestattet. Und Tochter Eva-Magdalena begann ihr Erbe zu verwerten und in Windhaag im großen Schlossgarten ihr Dominikanerinnenkloster zu bauen.

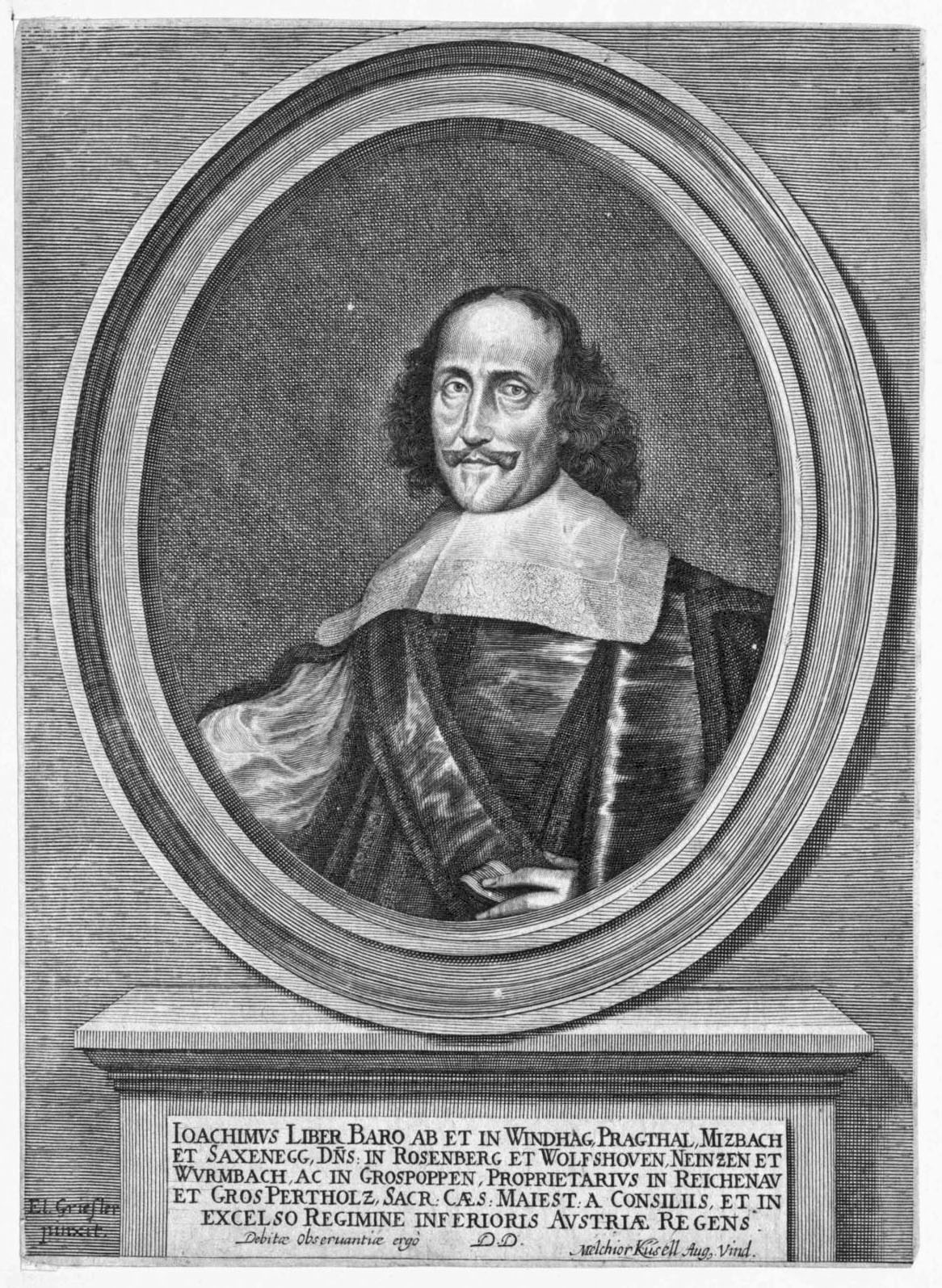
Joachim Enzmilner
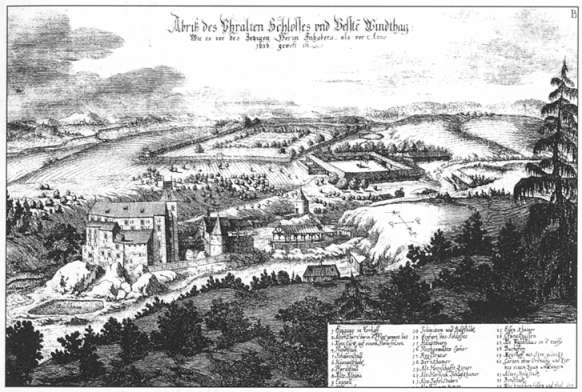
Altes Schloss von Osten
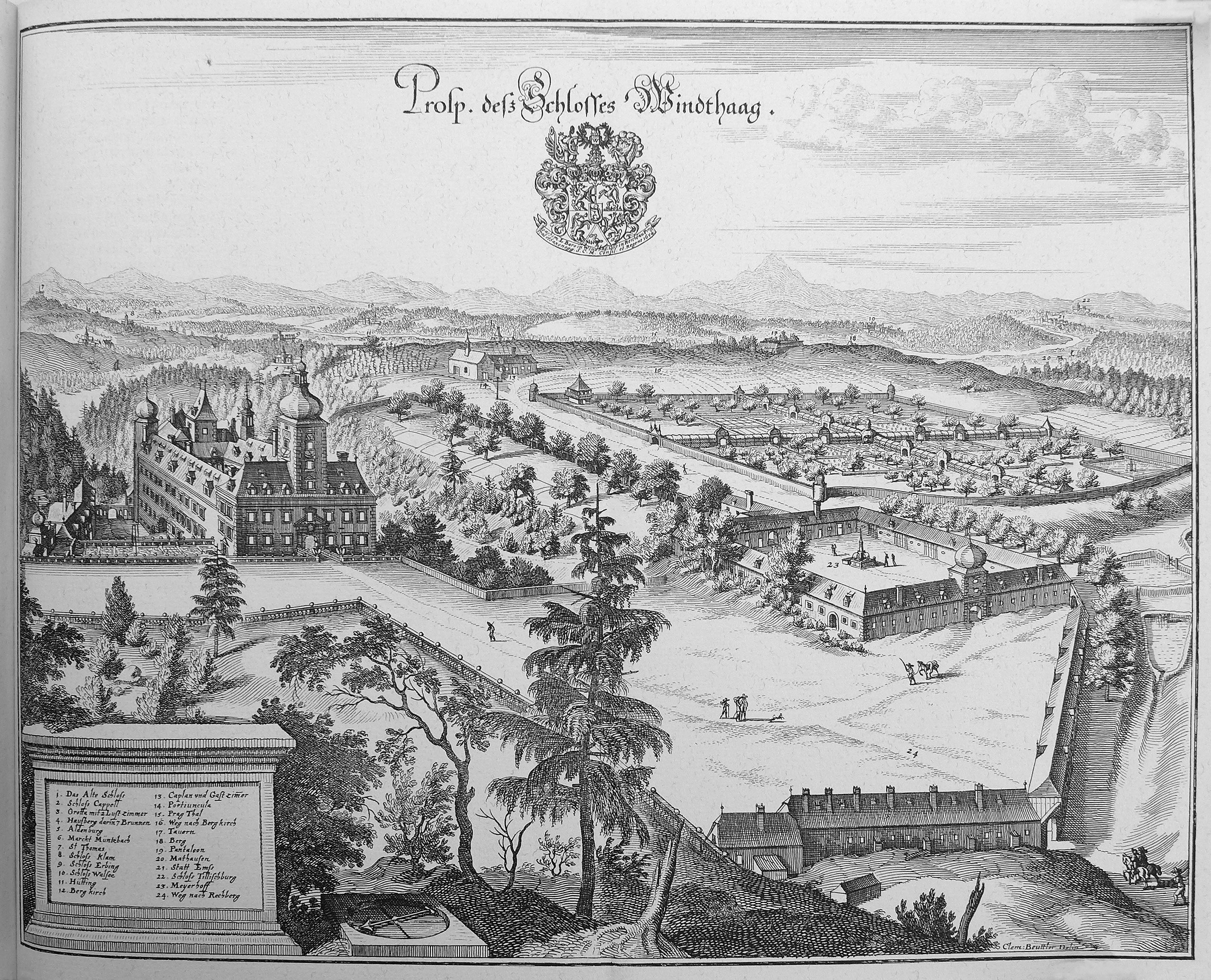
Neues Schloss von Norden
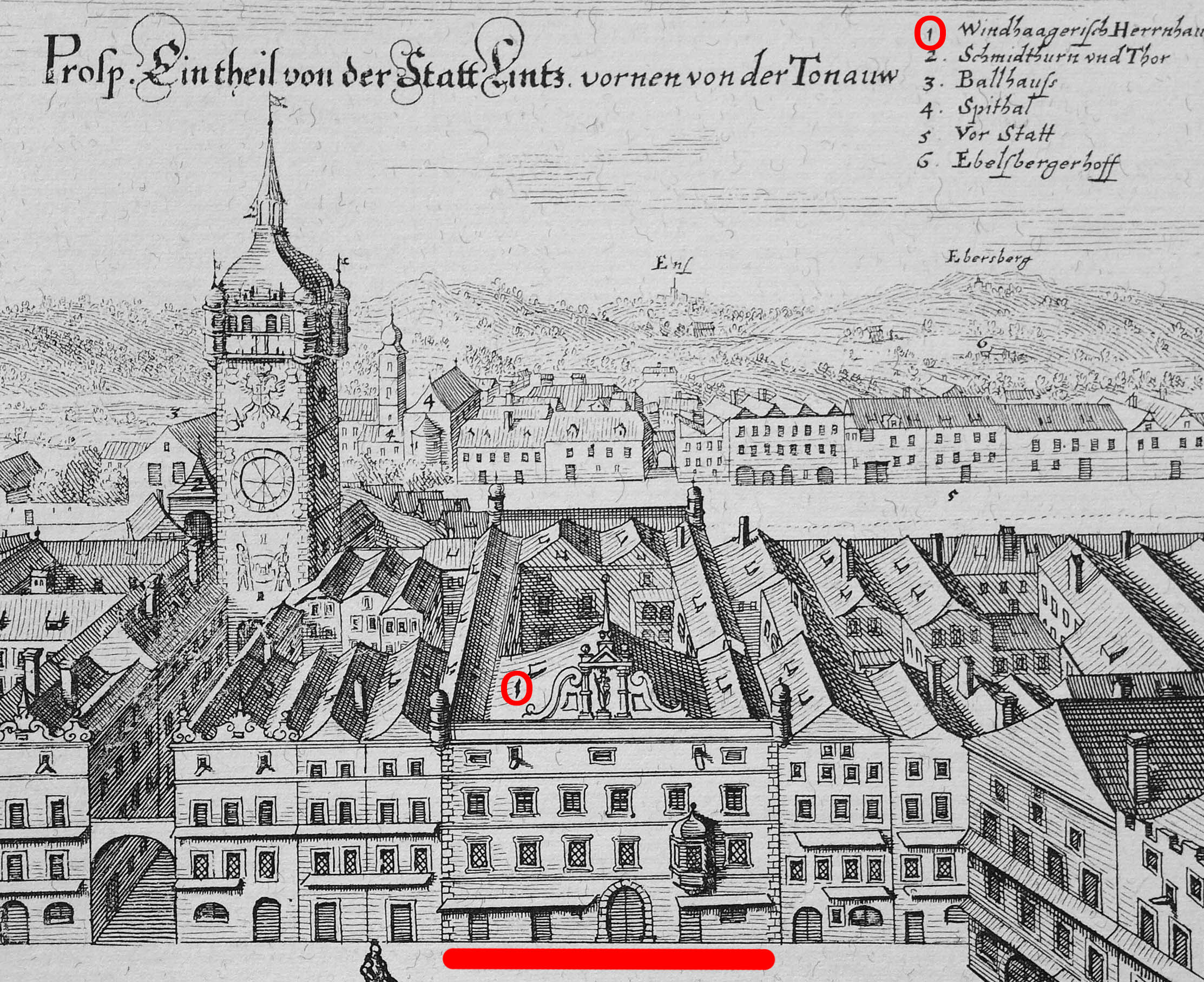
Stadthaus. Hauptplatz von Linz
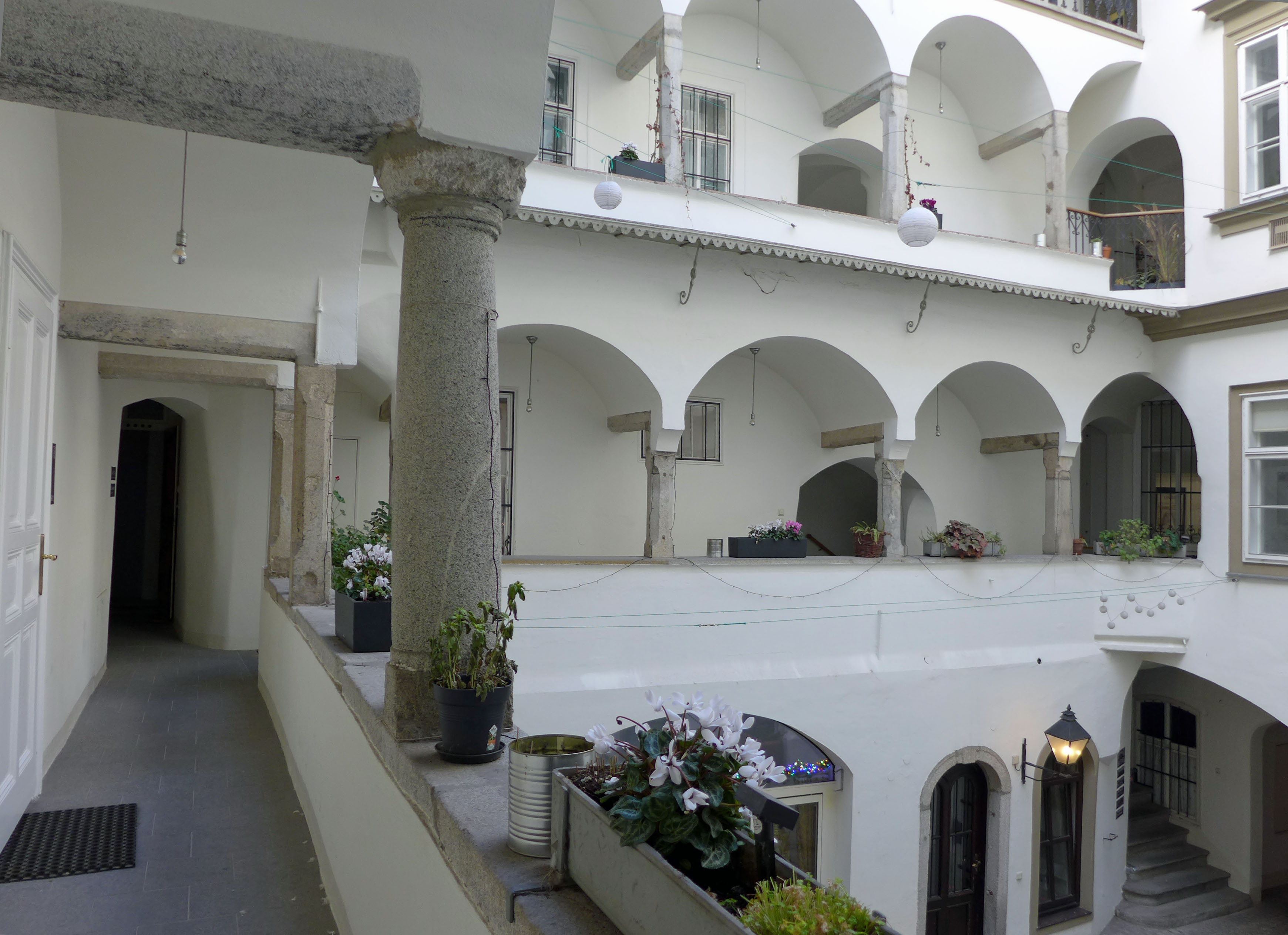
Innenhof des Stadthauses. 2020

## Ehefrauen und deren Verwandte
Enzmilners erste Ehefrau war die Wienerin Maria-Magdalena geborene Kirchstetter (Khüerchstetter, * 19. Mai 1608 in Wien). Heirat in Wien am 27. September 1627. Maria-Magdalena starb 9. März 1659 in Windhag. Beigesetzt wurde sie in der Windhager-Gruft in der Kirche in Münzbach in Oberösterreich. Das einzige überlebende Kind war Eva Magdalena, geboren 23. Februar 1629 in Linz. Sie starb als Priorin des Dominikanerinnenklosters Windhaag am 3. Jänner 1700. Insgesamt gebar Maria-Magdalena in der Ehe allerdings 15 Kinder, darunter 10 Totgeburten.
Mutter der Maria-Magdalena (* 1608) war Eva Kirchstetter geborene Katzböck (Katzpeck, Kazbeck, † 1644). Evas Vater war Georg Katzpeck, 1579 in Wien verheiratet mit Anna, Tochter des Sebastian Eiseler. Georg Katzpeck war 1570/1590 Handelsmann in Wien, Riemergasse. Evas Großmutter war Barbara Schütter bzw. Eiseler, geborene Prunner. Erster Ehemann dieser Barbara war Lorenz Schütter von Klingenberg und Windhag († 1599). Für Lorenz war sie die zweite Ehefrau. Zweiter Ehemann dieser Barbara war Matthäus Eisler (Eißler, Eiseler).
Vater der Maria-Magdalena (* 1608) und zugleich erster Ehemann der Eva († 1644) war Christoph Kirchstetter (* um 1565 in Burghausen, † 1617 in Wien), geboren in Burghausen an der Salzach. Er war Handelsmann in Wien, Rotenturmstrasse, dann kaiserlicher Sekretär und Ratsherr, dem Kaiser Mathias 1612 den Reichsadel verlieh.
Des Christoph Kirchstetter seine Kinder waren neben Maria-Magdalena (* 1608): Tochter Anna-Magdalena „gar sobtil vnd sehr schen vnd weisser farb“. Sohn Johann Kirchstätter (* um 1605), Hofkammersekretär. Hatte Sohn Johann-Christian Kirchstetter (* um 1640, † 1700), war 1669 bis 1686 Syndikus, 1691 Dekan der Universität in Wien. Hatte wiederum Sohn Johann-Franz Kirchstetter (* 1664 in Wien, † 1718), verheiratet mit Anna-Eleonora Albrecht, war 1706 Hofkammerrat.
Die Kirchstetter-Abkömmlinge und die Pürkhl (Pürckl)-Abkömmlinge (siehe → Kapitel Elternhaus) bildeten die wenigen Nachkommen Enzmilners. Sie kommen auch im Testament Enzmilners vor.
Maria-Magdalenas Stiefvater und zugleich zweiter Ehemann der Eva († 1644) war Christian Schäffler (Schaffler, † 1638), geboren in Sterzing in Tirol, studierte in Wien, war 1608 Dekan der Universität Wien, Regierungskanzler und auch Reformationskomissär in Pressburg. Kaiser Ferdinand II erhob ihn 1628 zum Pfalzgrafen. Für Christian Schäffler war Eva auch die zweite Ehefrau, nach der ersten Ehefrau, der Wienerin Potentiana geborene Thau († 1613), von der Christian 1613 das Haus der Thau in der Bäckerstrasse geerbt hatte.
Dazu die verzahnte Geschichte um das Windhagsche Stiftungshaus: Der Potentiana geborene Thau gehörte in Wien damals das Haus der Thau (Thaw) in der Bäckerstrasse. 1607 heiratete die Potentiana den Apotheker Johann Kiele (Khlele). Kiele starb bald darauf. 1610 heiratete Potentiana den Christian Schäffler († 1638). 1613 starb aber Potentiana. Christian erbte so 1613 das Haus der Thau in der Bäckerstrasse. Er gab das Haus an seinen Sohn Sebastian-Christian Schäffler weiter. 1644 heiratete dieser Sebastian-Christian die Anna-Sophia Entzenmüller (* 1610, † 1663). Fünf Tage nach der Hochzeit starb Sebastian-Christian aber. So erbte noch 1644 das Haus der Thau die Anna-Sophia. 1648 verkaufte Anna-Sophia das Haus der Thau ihrem Bruder Joachim Enzmilner. Es wurde zum Windhagschen Stiftungshaus im heutigen Geviert Bäckerstrasse 9, Windhaaggasse, Sonnenfelsgasse 10.
Enzmilners zweite Ehefrau war Maria-Emilia-Catharina geborene von Sprinzenstein, geboren um 1635 in Neuhaus. Heirat am 13. März 1661. Ihre Mutter war Emilia-Catharina von Sprinzenstein geborene Wacker von Wackenfels (* um 1605). Ihr Vater war Simon-Hieronimus von Sprinzenstein (* 1594 in Prag; † 1639 in Wien). Emilia-Catharina und Simon-Hieronimus heirateten 1624. Simon-Hieronimus starb bereits 1639. Seine Kinder bekamen Enzmilner als Vormund. Maria-Emilia-Catharina war eines dieser Mündelkinder und 36 Jahre jünger als Enzmilner. Ihre Ehe mit Enzmilner verlief kinderlos und nicht glücklich. 1678 beklagte sich Maria-Emilia-Catharina in einem Brief nach Hause: „Sein Humor [Enzmilners Launigkeit] sei allgemein bekannt gewesen, den sie aber leider in der Zeit, als sie ihm ehelich beigewohnt in die 18 Jahre lang mit Verlust ihrer körperlichen Gesundheit genügend kennen gelernt und ertragen hat.“
Maria-Emilia-Catharina lebte dann zumindest 1679 in Reichenau am Freiwald in Niederösterreich auf ihrem ererbten Witwensitz. Nach Befriedigung ihrer Ansprüche aus der Heirat zog sie jedoch weg und auf ihr ererbtes Landgut, den Herrschaftssitz der Familie Troilo in Lassoth (Lessoth, Läsoth) im Herzogtum Schlesien, einer Besitzung ihrer Mutter Emilia-Catharina von Sprinzenstein. Maria-Emilia-Catharina Enzmilner starb 1686 ohne Nachkommen in Lassoth (heutiger Name Lasocice nahe der Stadt Leszno in Polen).

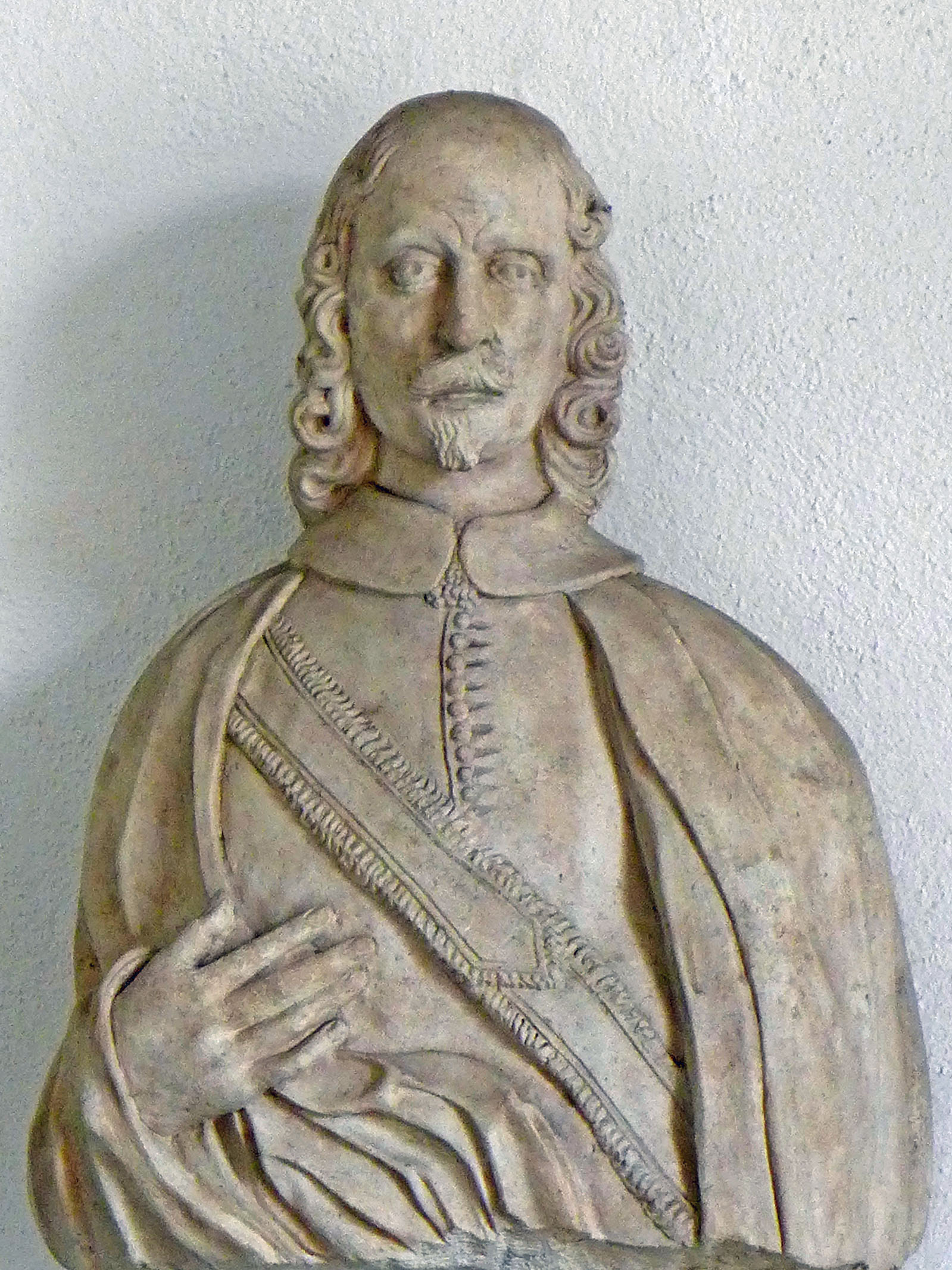
Joachim Enzmilner (1600-1678)
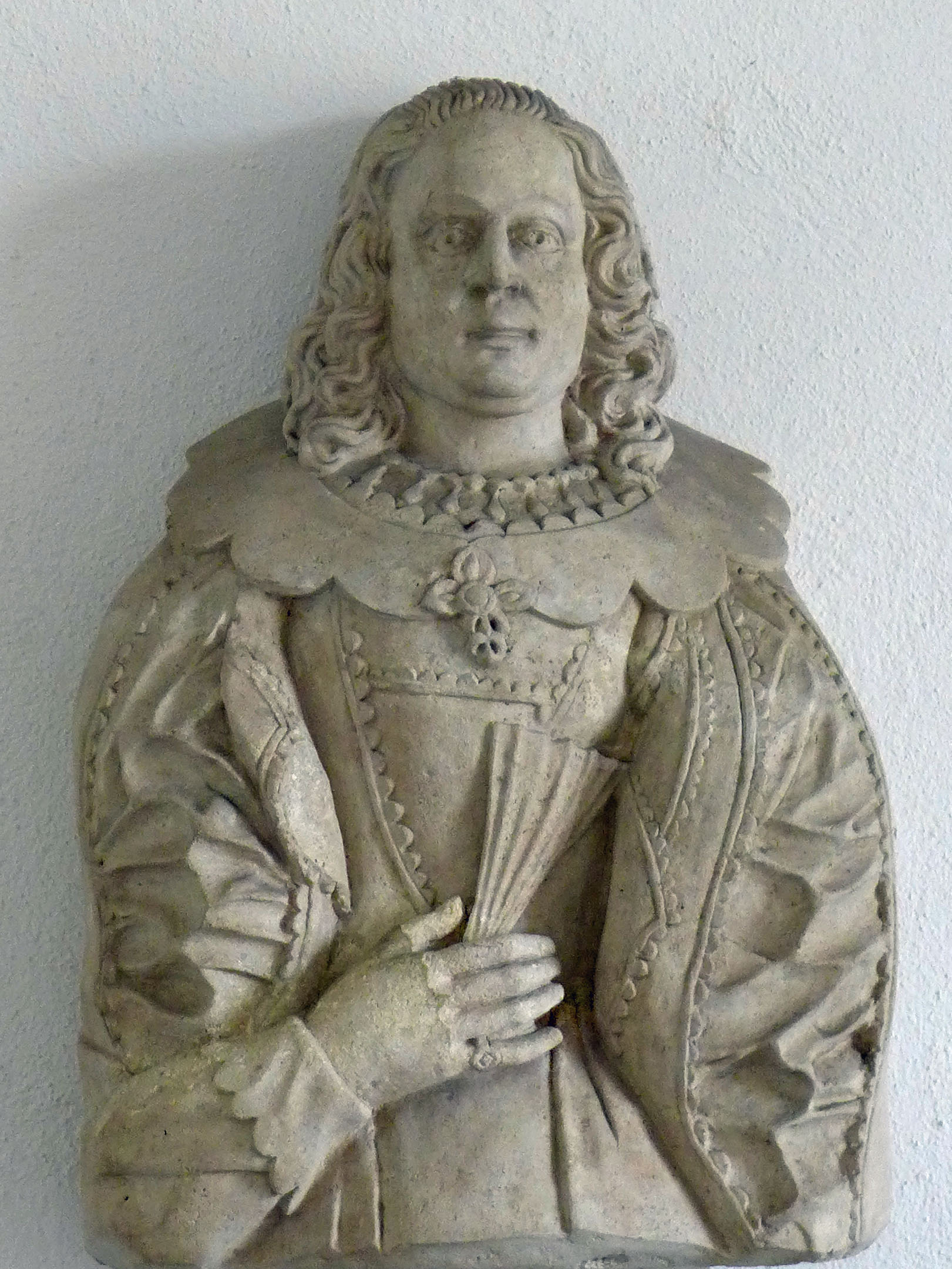
Ehefrau Maria Magdalena geborene Kirchstetter (1608-1659)
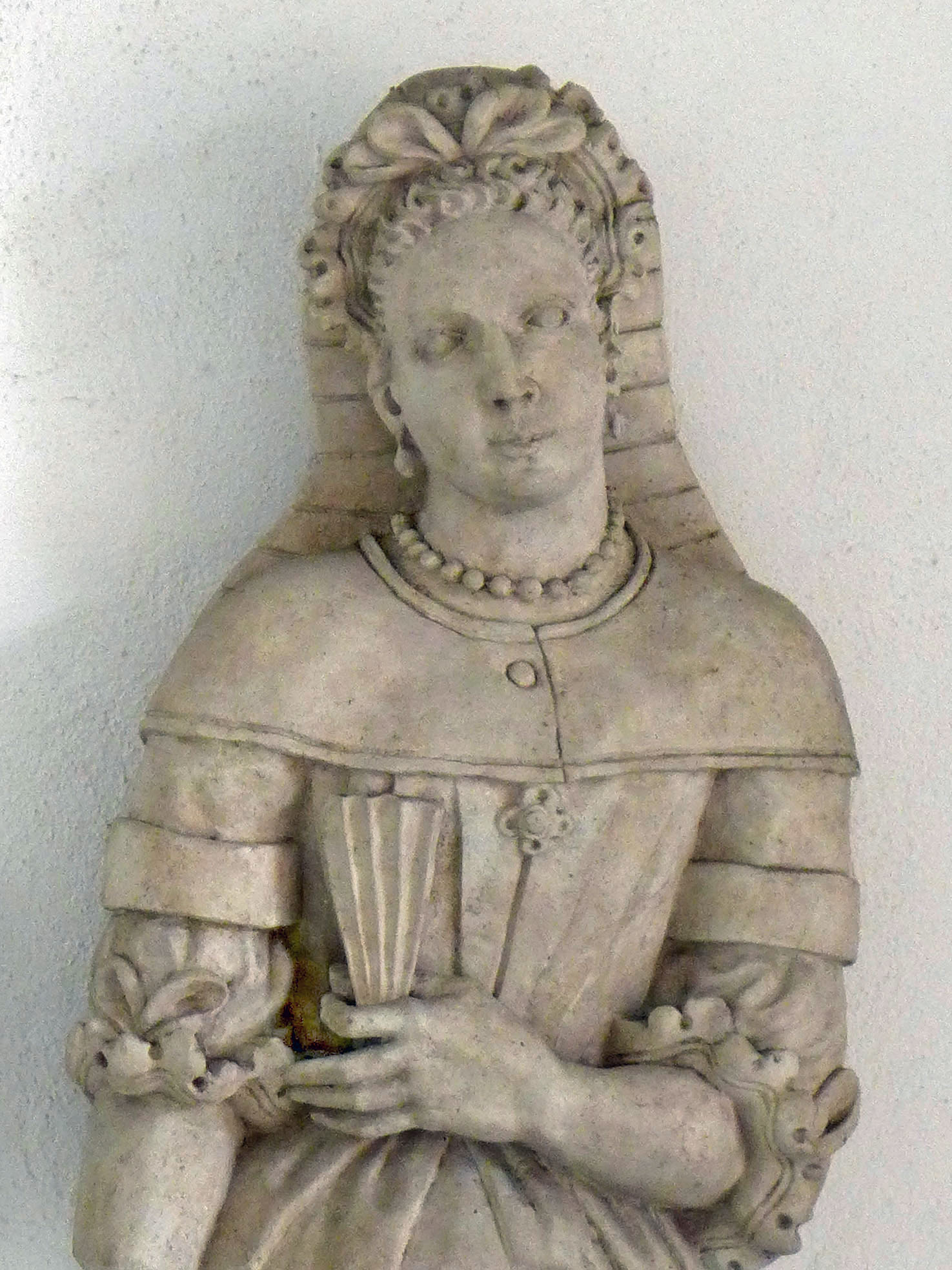
Ehefrau Maria Emilia Catharina geborene von Sprinzenstein (um 1635–1686)
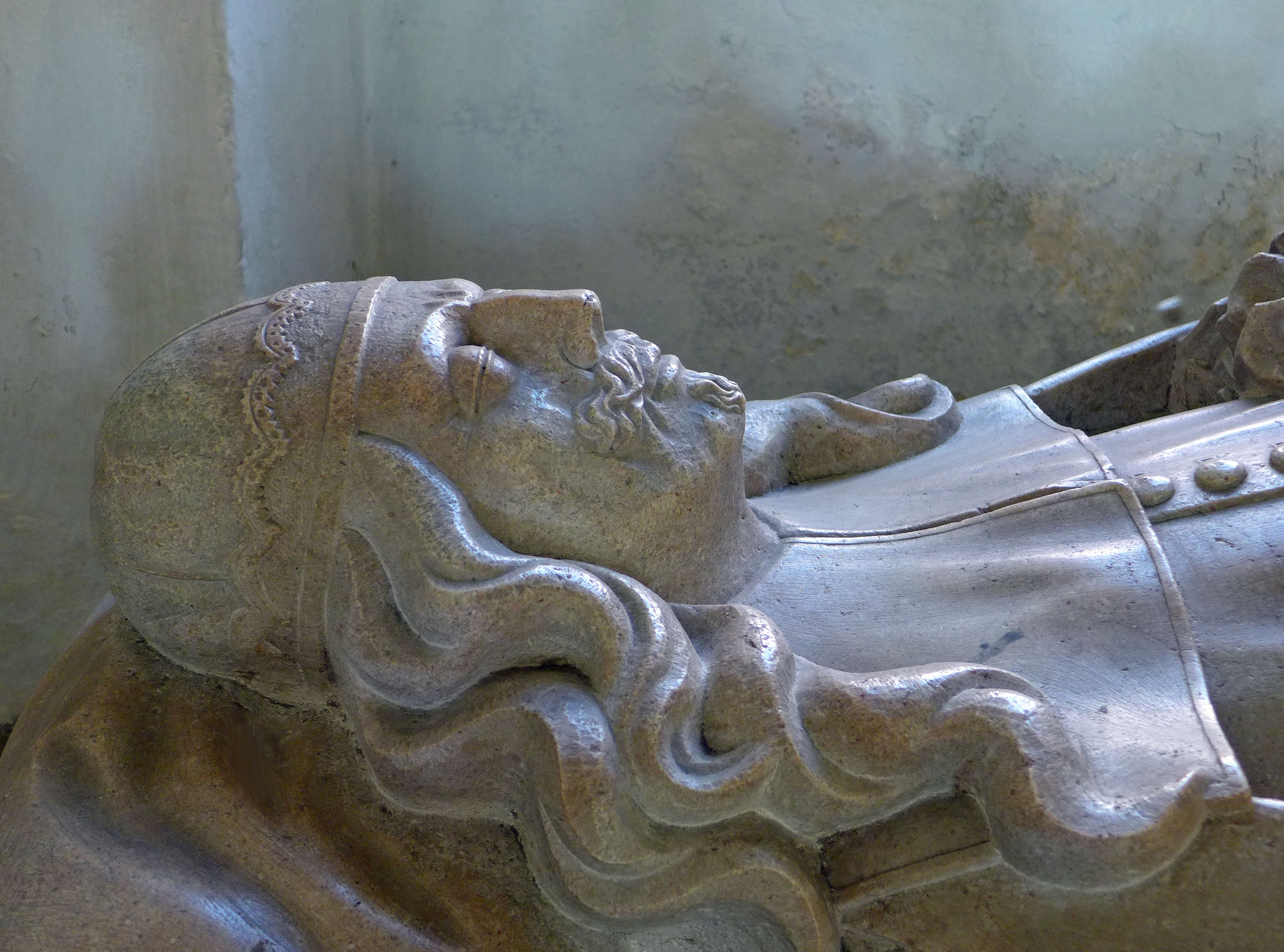
Joachim Enzmilner. Kenotaph in Münzbach
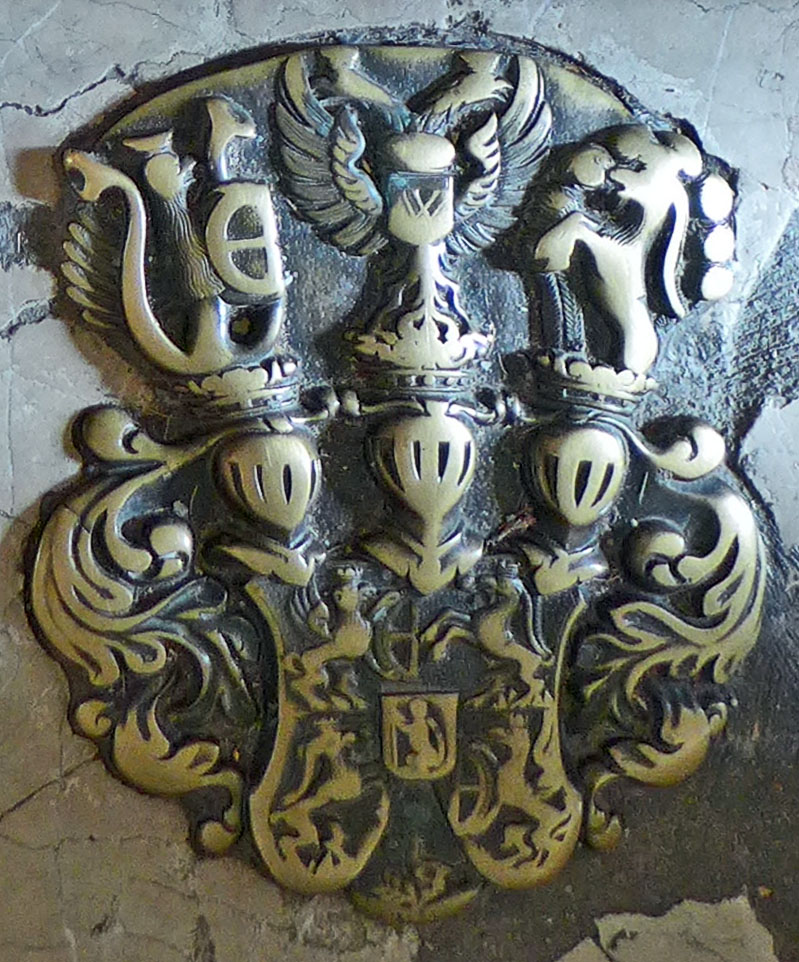
Wappen Enzmilner. Gruft in Münzbach
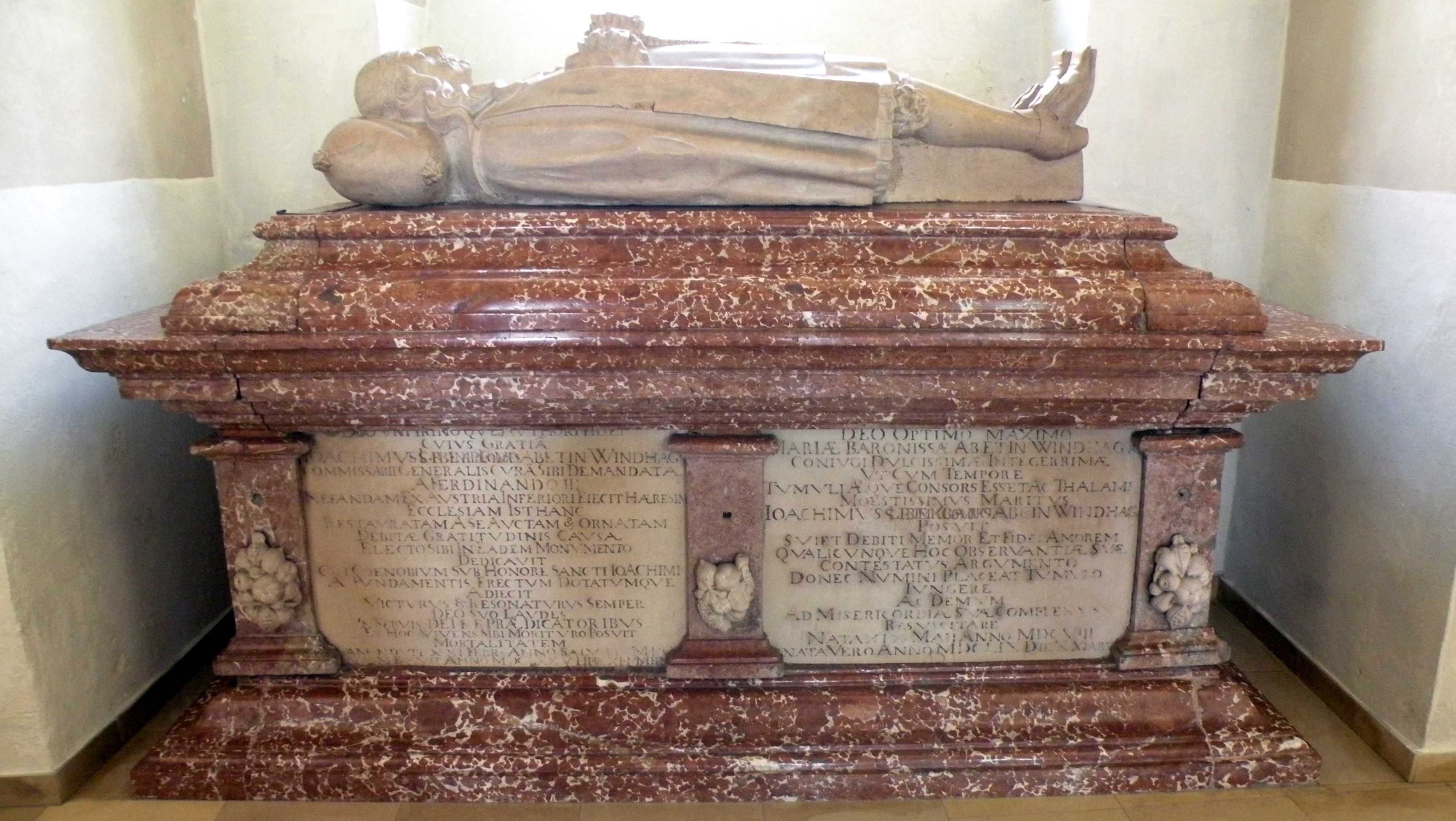
Kenotaph in Münzbach

## Ehrungen
Persönliche Auszeichnungen:
- Am 20. August 1627 wurde Enzmilner von Kaiser Ferdinand wegen "geleisteter wohlgefälliger Dienste in dem jüngst entstandenen Bauernkrieg" zum Kaiserlichen Rat ernannt.[6]
- Gemäß kaiserlichem Diplom vom 26. Juli 1630 wurde er zum rittermäßen Landsmann erhoben, mit Adelsprädikat, neuem Wappen und Privilegien ausgestattet. Nach seinem damaligen Landgut erhielt er das Prädikat von und zu Kürchberg[6]
- 1636 wurde Enzmilner als Landsmann in den oberösterreichischen Ritterstand aufgenommen und in Wels in die Ritterstandsmatrikeln eingetragen und damit in die Landstände des Landes Ob der Enns aufgenommen.
- Am 25. Juni 1640 durfte Enzmilner das Prager'sche Wappen mit dem Affen als Herzschild in sein Wappen aufnehmen.[18]
- 22. August 1641 wurde Enzmilner als Landsmann in die Rittermatrikeln der neuen Rittergeschlechter von Niederösterreich und damit in die Landstände des Landes Unter der Enns aufgenommen.[18]
- Am 5. Jänner 1651 wurde er von Kaiser Ferdinand wegen seiner „sonderbar, berühmten, guten Qualitäten, adeligen Sitten und Tugenden, Vernunft, Geschicklichkeit und trefflichen Erfahrenheit, auch wegen der dem Kaiser durch 15 Jahre lang in der niederösterreichischen Regierung treu geleisteten Dienste“ in den Freiherrnstand erhoben und durfte sich unter Weglassung seines Familiennamens Enzmilner nunmehr Wohlgeborner Freiherr von Windhag, Herr auf Pragtal und Saxeneck nennen. Das freiherrliche Wappen kann wie folgt beschrieben werden: Ein gekrönter Grein und ein Steinbock auf gekrönten Helmen. Im eigentlichen Wappenschild umgeben zwei Greife und zwei Steinböcke einen Affen, der sein eigenes Halsband hält.[18]
- Am 19. November 1669 erhob ihn Kaiser Leopold in den Reichsgrafenstand mit dem Titel des heiligen römischen Reiches Graf und Herr von und zu Windhag auf Pragtal, Münzbach und Saxeneck, Freiherr von Rosenberg am Kamp, Reichenau am Freiwalde usw. Seine bereits 1642 in ein Allod verwandelte Herrschaft Windhag wurde zur Grafschaft erhoben.

Spätere Würdigung:
- 1894 wurde in Wien im Gedenken an Enzmilner die Stift- bzw. Sternwartgasse in Windhaaggasse umbenannt.
- 1958 wurde in Linz der Enzmüllnerweg nach Joachim Enzmilner benannt.[19]
- 2005 wurde in Windhaag bei Perg das Museum Altenburg speziell Joachim Enzmilner und seiner Tochter Eva Magdalena gewidmet.
- 2007 wurde in Windhaag bei Perg der Enzmilnerplatz nach Joachim Enzmilner benannt.
- 2007 wurde auf dem Gebiet der Gemeinden Windhaag bei Perg und Münzbach der Enzmilner Kulturwanderweg mit mehr als fünfzig Stationen markiert und in Altenburg in der Gemeinde Windhaag bei Perg ein Museum eingerichtet.

## Besitzungen
- Herrschaft Windhag (ab 1636) samt Burg Windhag (Windhag I, Altes Schloss), Neues Schloss (Windhag II), Schloss Pragtal und Burg Saxenegg
- Gut Auhof bei Perg (ab 1636, 1667 für Besitzungen in Niederösterreich getauscht)
- Gut Kirchberg an der Wild (1641 bis 1653)
- Herrschaft Reichenau am Freiwald mit Großpertholz und Langschlag (ab 1653)[15]
- Herrschaft Großpoppen (ab 1656)
- Herrschaft Kirchstetten mit Mitterhof und Wildendürnbach (ab 1656)
- Herrschaft Neunzen (ab 1658)
- Herrschaft Rosenburg (ab 1658)
- Herrschaft Rausmanns bei Allentsteig (ab 1659)
- Stadthäuser und Stadtgründe in Linz (Haus Hauptplatz 23) und Wien (Geviert Bäckerstrasse 9, Windhaaggasse, Sonnenfelsgasse 10).

## Stiftungen

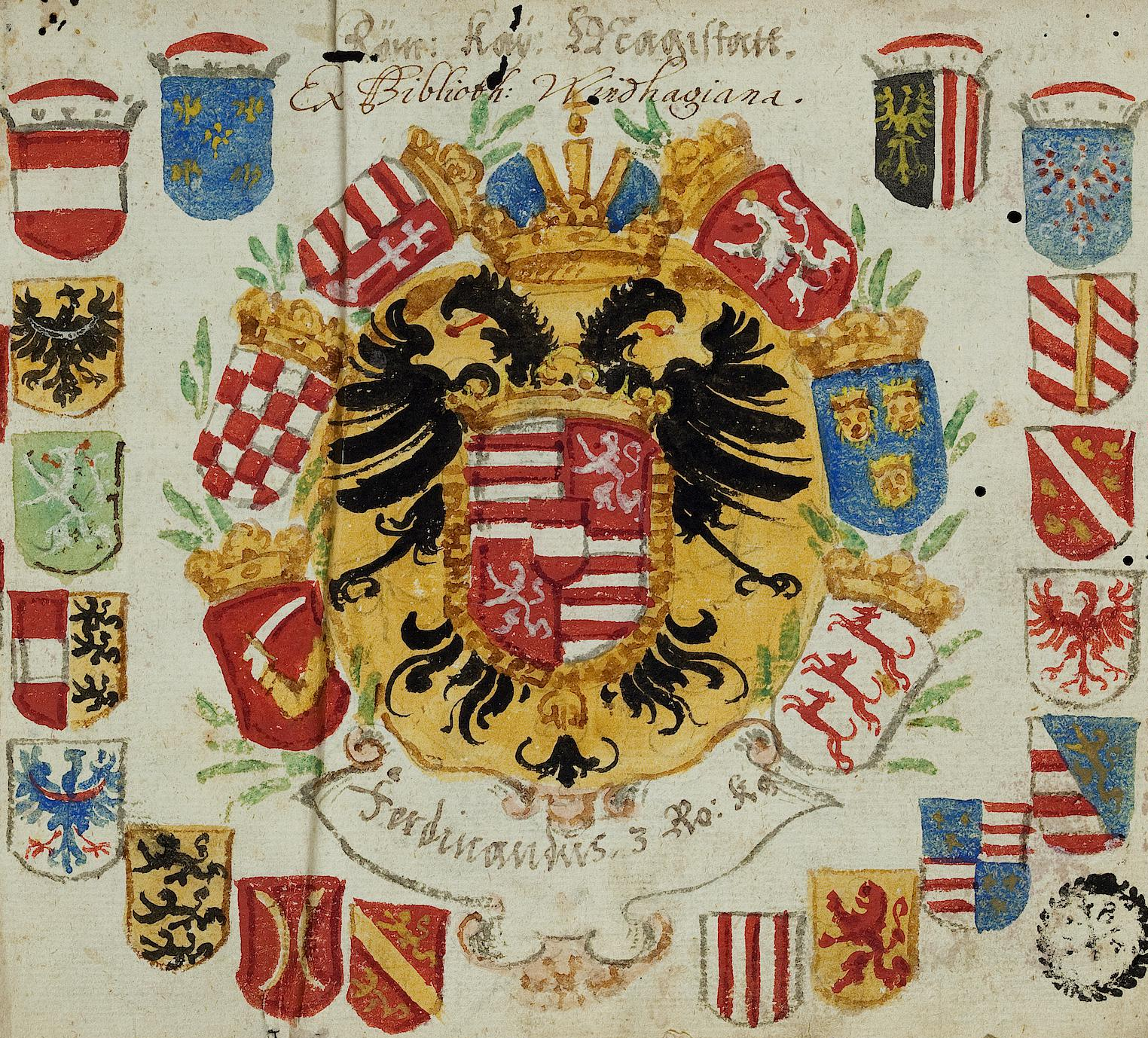
Koloriertes Wappenbuch. Kaiserwappen. Bibliotheca Windhagiana

- Erztz-Bruderschaft Jversitätsbibliothek Wienesu, Mariae und deß ewigen Rosenkrantz (Dominikaner)
- Dominikanerkloster Münzbach (1664) mit Barbara-Spital und Studienanstalt
- Dominikanerinnenkloster Windhaag (1664)
- Windhag Stipendienstiftung für Niederösterreich unter der Verwaltung der niederösterreichischen Landesregierung (1670)
- Bibliotheca Windhagiana[7] als öffentliche Bibliothek im Konvent der Dominikaner in Wien. Übertragen in Universitätsbibliothek Wien.